# Drapeau de la République socialiste soviétique moldave
 (octobre 2024).

Drapeau de la République socialiste soviétique moldave de Moldavie de 1952 à 1991

Le drapeau de la RSS moldave est adopté par la République socialiste soviétique moldave, le 31 janvier 1952. L'actuel drapeau de la Transnistrie en est très proche.

## Historique

### République socialiste soviétique autonome moldave (1924-1940)

Drapeau de la RSSA moldave du 19 octobre 1925 à 1937
Drapeau de la RSSA moldave en 1938
Drapeau de la RSSA moldave de 1938 à 1940

En 1924, une partie de la République socialiste soviétique d'Ukraine devient autonome, la République socialiste soviétique autonome moldave. Une année plus tard, le Congrès des Soviétiques à travers l'Ukraine approuve le 10 mai 1925 la Constitution de la RSSA de Moldavie. Ainsi, dans la section VII, article 48, la Constitution stipule que « La RSSA moldave peut avoir son drapeau et son emblème, fixé par le Comité exécutif central de Moldavie et confirmée par le Comité exécutif central ukrainien ».
Par conséquent, le 4 septembre 1925 le président du Comité exécutif central moldave discute autour de l'adoption du drapeau qui est organisé par un jury composé des représentants de l'autorité du pays. Le 25 septembre de la même année, la petite présidence du Comité exécutif central, dirigé par I. N. Chior-Ianachi résume le débat autour de l'emblème d'État et du drapeau. Concernant ce dernier élément, le président décide que: la faucille et le marteau doivent être identiques à celles figurant sur le drapeau de l'URSS; les lettres Р. А. С. С. М. doivent être placé dans le coin supérieur gauche; enfin, l'épi de maïs et celui de blé doivent être enveloppés par des feuilles de vigne, la grappe de raisin devant pendre au milieu. Ce drapeau est adopté en même temps que l'emblème de la RSSA de Moldavie le 19 octobre 1925 par le Comité exécutif central de Moldavie.
Le 6 janvier 1938, le 7e Congrès des Soviétiques de la RSSA de Moldavie approuve une nouvelle constitution, où un nouveau drapeau est décrit: « Art 112. Le drapeau d'État de la RSSA moldave est un drapeau de la République socialiste soviétique d'Ukraine, consistant en un drapeau rouge, dans lequel, le marteau et la faucille se situe dans le coin supérieur gauche, et en dessous duquel les lettres URSS en Ukrainien et en Moldave sont inscrites. En dessous de cette inscription, est noté dans une typographie plus petite « RSSA moldave » en Ukraine et en Moldave. » Le texte en Moldave est alors écrit dans l'alphabet latin.
Ces caractères latins ont été remplacés quelques mois plus tard[Quand ?] par ceux de l'alphabet cyrillique.
Ce drapeau n'est plus utilisé à partir de la dissolution de la République socialiste soviétique autonome moldave le 2 août 1940, son territoire étant divisé entre la République socialiste soviétique de Moldavie récemment annexé et la République socialiste soviétique d'Ukraine.

### République socialiste soviétique moldave (1941-1990)

Drapeau de la RSS de Moldavie du 10 février 1941 au 31 janvier 1952
Drapeau de la RSS de Moldavie du 31 janvier 1952 au 27 avril 1990

### Articles annexes
- Armoiries de la RSS moldave
- Drapeau de la Moldavie
- Drapeau de la Transnistrie
- Drapeau de l'URSS